# William H. Behle
William Harroun Behle (13 de maio de 1909 - 26 de fevereiro de 2009) foi um ornitólogo estadunidense de Utah. Publicou cerca de 140 artigos sobre a biogeografia e a taxonomia de aves, concentrando-se principalmente nas aves da Grande Bacia. Behle nasceu em Salt Lake City, o segundo de três filhos dos pais Augustus Calvin Behle, um cirurgião, e Daisy May Behle. Ele estudou na Universidade de Utah, obtendo um B.A. em 1932 e um M.A. em 1933, e depois fez doutorado na Universidade da Califórnia, em Berkeley, sob a orientação de Joseph Grinnell, obtendo um PhD em 1937. Além de quatro períodos como naturalista no Grand Canyon National Park, Behle passou a maior parte de sua carreira como professor na Universidade de Utah, onde trabalhou de 1937 até sua aposentadoria em 1977, e continuou a realizar pesquisas como professor e curador emérito. Behle foi membro da American Ornithologists' Union e da American Association for the Advancement of Science, presidente (1972-1974) da Cooper Ornithological Society [en] e membro da Wilson Ornithological Society. Ele é homenageado no nome científico de uma espécie de aracnídeo, Aphonopelma behlei (agora considerada um sinônimo de A. marxi), nomeada por seu colega Ralph V. Chamberlin em 1940.
As contribuições de Behle para a ornitologia incluem cerca de 140 artigos sobre distribuição e taxonomia de pássaros e a descrição de várias subespécies (raças geográficas), incluindo a subespécie Progne subis arboricola e uma raça de Passerella (iliaca) schistacea. O livro de Behle, Utah Birds: Historical Perspectives and Bibliography, de 1990, enfocou a história da ornitologia em Utah de 1776 até os tempos modernos, com relatos biográficos de colecionadores e pesquisadores, amadores e profissionais. O professor da Universidade da Califórnia em Berkeley, Ned K. Johnson, chamou-o de “a história ornitológica mais detalhada de qualquer região extensa da América do Norte”.
Em 1934, Behle casou-se com Dorothy Davis, que faleceu em 2001. William Behle faleceu em 26 de fevereiro de 2009, aos 99 anos, deixando dois filhos.

## Livros
Os livros de Behle incluem:
- The Bird Life of Great Salt Lake (em inglês). Salt Lake City: University of Utah Press. 1958
- Utah Birds: Historical Perspectives and Bibliography (em inglês). Salt Lake City: Utah Museum of Natural History, University of Utah. 1990. ISBN 978-0940378117
- History of Biology at the University of Utah (em inglês). Salt Lake City: University of Utah Publications and Printing Services. 2002. ISBN 978-0972355209